# Luka Modrić
Luka Modrić (Zadar, 9 de setembre de 1985) és un futbolista professional croat que juga com a centrecampista a l'AC Milan, i és el capità de la selecció nacional croata. Modrić juga principalment com a centrecampista central però també com a centrecampista ofensiu o defensiu, fent de creador de joc, normalment amb profunditat. Modrić és considerat com un dels millors centrecampistes de la seva generació, i entre els millors futbolistes croats de tots els temps.
Nat a Zadar, Modrić va signar pel Dinamo de Zagreb el 2002 després de ser prometedor a l'equip juvenil de la seva ciutat natal. Va continuar progressant a Zagreb abans de passar períodes cedit al Zrinjski Mostar i l'Inter Zaprešić. Va debutar pel Dinamo el 2005 i va guanyar tres títols consecutius de lliga i copes domèstiques amb ell, sent elegit jugador de l'any Prva HNL el 2007. El 2008 se'n va anar a l'equip de la Premier League Tottenham Hotspur FC per un cost de transferència rècord de 16,5 milions de lliures, on va liderar els Spurs al seu primer partit a la Lliga de Campions en gairebé cinquanta anys, arribant als quarts de final el campionat 2010-2011.
Després de la temporada 2011-2012, Modrić va fitxar pel Reial Madrid en una transferència de 30 milions de lliures, on va esdevenir un col·laborador clau sota l'entrenador Carlo Ancelotti i va ajudar l'equip a guanyar La Décima, i va ser elegit per l'equip de la temporada. Va guanyar tres títols de la Lliga de Campions consecutius des del 2016 fins al 2018, i en tots aquests tres anys va ser elegit a l'equip de la temporada, i va rebre el Premi La Liga "Millor Centrecampista" el 2016 per segona vegada, i el Premi UEFA Club Football "Millor Centrecampista" el 2017.
Modrić va debutar internacionalment amb Croàcia contra Argentina el març de 2006, i va marcar el seu primer gol internacional en un partit amistós contra Itàlia. Juntament amb Ivan Rakitić i Mario Mandžukić, Modrić ha consolidat la "segona generació daurada" de Croàcia on ha participat en tots els torneigs importants en què Croàcia s'ha classificat, incloent-hi la Copa del Món de Futbol de 2006, 2014 i 2018. Al Campionat d'Europa de futbol de 2008, va ser elegit a l'equip del torneig, sent el segon croat en assolir-ho. El 2015 va ser el primer croat en ser inclòs al FIFA World XI, en què va tornar a ser inclòs el 2016 i 2017, així com en l'equip de l'any de la UEFA el 2016 i el 2017. Ha estat escollit futbolista croat de l'any sis vegades, un rècord compartit amb Davor Šuker.

## Carrera de club

### Primers anys

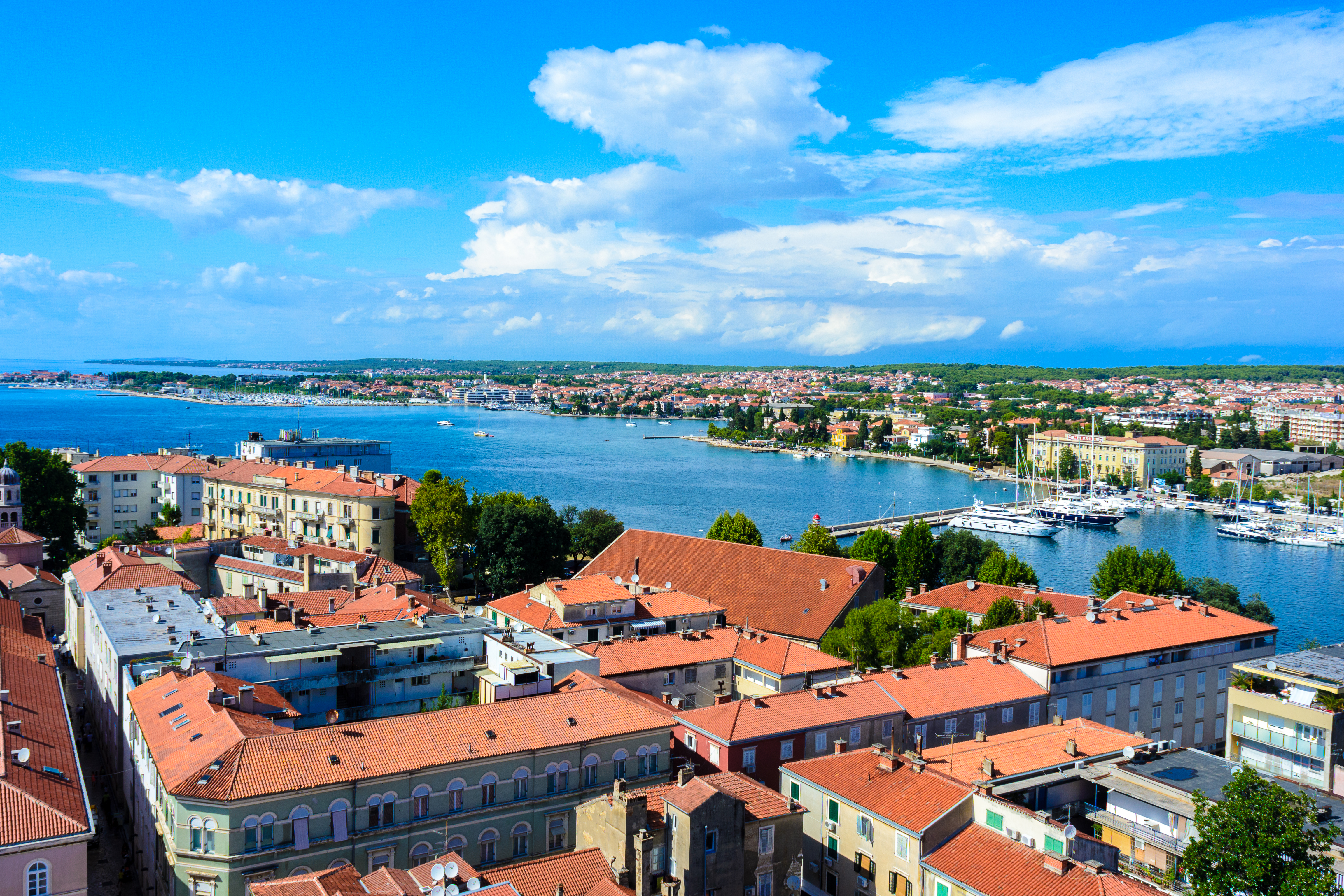
Modrić va néixer a Zadar, Croàcia on va començar la seva carrera juvenil amb el NK Zadar.

Luka Modrić va néixer el 9 de setembre de 1985 i va ser criat en al poblat de Modrići, que és part de Zaton Obrovački, un poble prop de la ciutat de Zadar a la RS de Croàcia, llavors una república dins de la RFS de Iugoslàvia. És el fill gran de l'aeromecànic Stipe Modrić de Modrići i la treballadora tèxtil Radojka Dopuđ de Kruševo prop d'Obrovac. La seva infantesa va coincidir amb la Guerra de la independència de Croàcia - el 1991, quan la guerra va escalar, la seva família es va veure obligada a abandonar la zona. El seu pare es va allistar a l'exèrcit croat. L'avi de Modrić, Luka, i sis altres civils grans van ser executats per rebels serbocroats que formaven part de la policia de l'OSA Krajina el desembre de 1991 a la vil·la de Jesenice, i llurs cases foren cremades.
Modrić va esdevenir un refugiat i va viure amb la seva família a l'hotel Kolovare durant set anys; després es va traslladar a l'hotel Iž, a Zadar. En aquells anys, milers de granades van ser llançades a la ciutat i el futbol era una forma de fugir de la realitat. Ha dit que no estava al corrent de la guerra perquè va fer amistat amb molts altres nens i els seus pares no van deixar que afectés les seves infanteses. En aquestes complicades circumstàncies, Modrić va començar a jugar a futbol, la major part del temps a l'aparcament de l'hotel. El 1992, va entrar ensems a l'escola primària i a l'acadèmia esportiva, aquesta última pagada amb els pocs diners que tenia la família, de vegades amb l'ajut de l'oncle de Modrić. Amb el suport de la família, va participar en campaments de representants i va entrenar-se amb el NK Zadar. Va estar sota la tutela de l'entrenador Domagoj Bašić i el cap de l'acadèmia juvenil, Tomislav Bašić. Tomislav Bašić, considerat per Modrić com el seu "pare esportiu", va dir que el pare de Modrić li va fer les canyelleres de fusta perquè tenien pocs diners. Tanmateix, Modrić ho va negar. En ser considerat massa jove i prim, no va ser contractat pel gegant Hajduk Split, l'equip més representatiu de la regió de Dalmàcia. Després de demostrar algun talent, fins i tot en un torneig juvenil a Itàlia, Tomislav Bašić va organitzar el traspàs de Modrić al Dinamo de Zagreb quan Modrić tenia setze anys a finals de 2001.
Després d'una temporada a l'equip juvenil del Dinamo Zagreb, Modrić va ser cedit el 2003 al Zrinjski Mostar de la lliga de Bòsnia i Hercegovina. Durant aquest període, va establir un estil de joc versàtil i va esdevenir jugador de l'any de la lliga de Bòsnia i Hercegovina als divuit anys. Modrić va dir més tard "algú que pot jugar a la lliga bosniana, pot jugar arreu," referint-se a la seva condició física. L'any següent, va ser cedit al croat Inter Zaprešić. Va estar-hi una temporada, ajudant l'equip a quedar en segona posició de la lliga de futbol croata i a guanyar una plaça per la ronda preliminar de la Copa UEFA. També va guanyar el premi promesa de l'any del futbol croat l'any 2004. Va retornar al Dinamo Zagreb el 2005.

### Dinamo Zagreb
La temporada 2005-2006 Modrić va signar un contracte de deu anys (el seu primer contracte a llarg termini) amb el Dinamo Zagreb. Amb els ingressos del contracte, va comprar un pis a Zadar per la seva família. Va aconseguir una plaça al primer equip del Dinamo Zagreb, fent set gols en 31 partits que van ajudar a guanyar la lliga. La temporada 2006-2007 el Dinamo va tornar a guanyar la lliga, i Modrić va fer-hi una contribució similar, fent la majoria d'assistències al davanter Eduardo, la qual cosa va ajudar Modrić a guanyar el Premi jugador de l'any de Prva HNL. La temporada següent, Modrić va liderar l'intent del Dinamo de classificar-se per la Copa UEFA 2007-2008. A la final de la fase eliminatòria, Modrić va marcar un penal en el segon partit fora de casa contra l'Ajax; el partit va acabar 1-1 als 90 minuts. El Dinamo va guanyar el partit i l'eliminatòria amb un resultat de 3-2 després de la pròrroga amb dos gols del company d'equip Mario Mandžukić. Tanmateix, el Dinamo Zagreb no va aconseguir passar de la fase de grups. En el seu últim partit a casa amb l'equip a l'estadi Maksimir, Modrić va rebre una ovació i els seguidors duien pancartes de suport. Va acabar els seus quatre anys al Dinamo amb 31 gols i 29 assistències en quatre temporades de lliga, contribuint-hi més notablement la temporada 2007-2008 quan el Dinamo va guanyar la segona Copa Croata i va esdevenir campió amb una diferència de 28 punts. Modrić va ser cortejat pel FC Barcelona, l'Arsenal FC i el Chelsea FC, però va decidir esperar.

### Tottenham Hotspur

#### Temporada 2008-2009

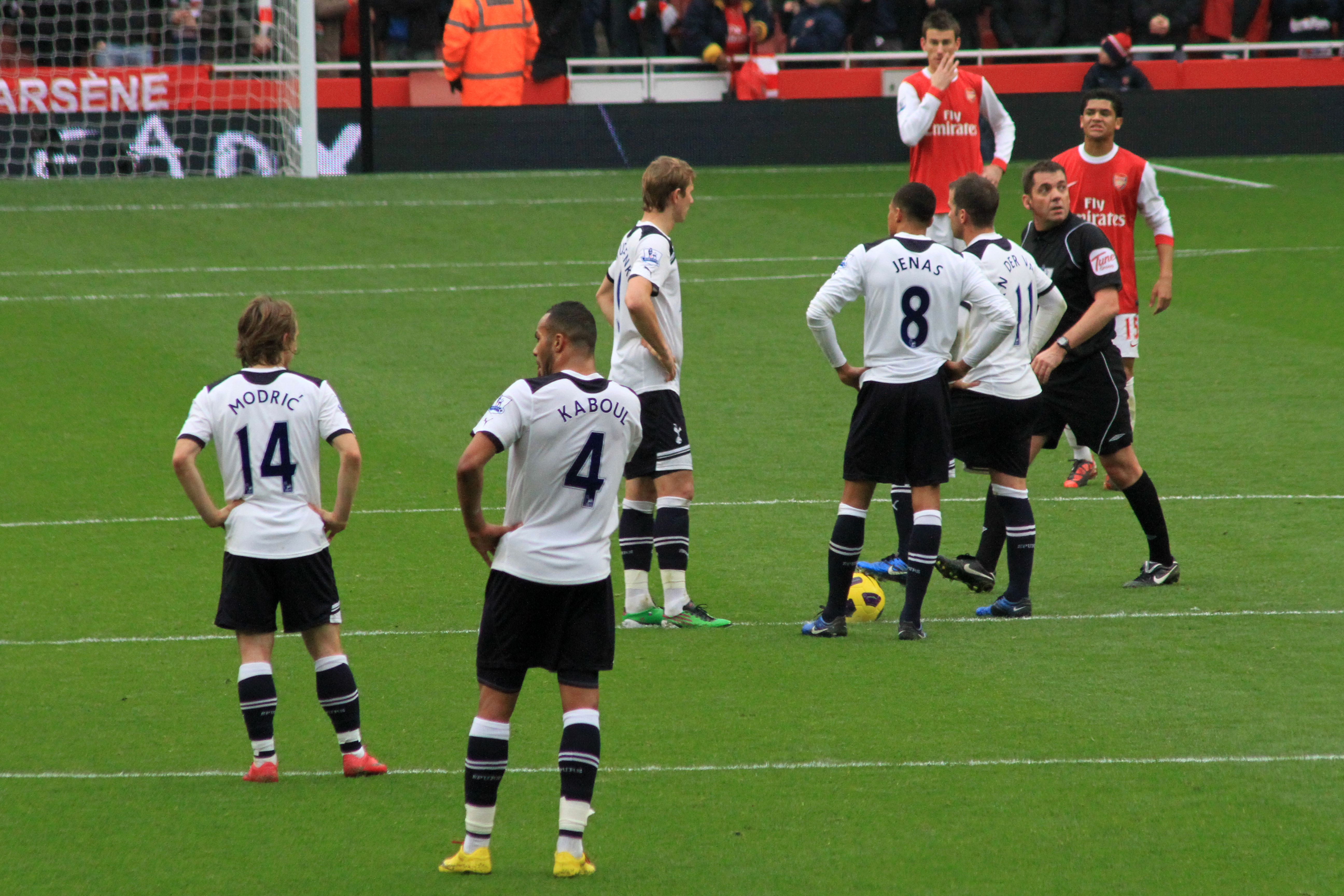
Modrić (últim de l'esquerra, núm. 14), preparant un inici de partit pel Tottenham contra l'Arsenal FC el novembre de 2010.

Modrić va acceptar els termes de la transferència al Tottenham Hotspur FC el 26 d'abril de 2008. Va ser el primer de molts contractes d'estiu signats per l'entrenador Juande Ramos, i va ser el primer fitxatge d'estiu de la Premier League. El president de l'equip, Daniel Levy, va viatjar ràpidament a Zagreb, i després de signar un contracte de sis anys, el Tottenham va confirmar que n'havia pagat 16,5 milions de lliures, igualant el màxim de l'equip en el fitxatge de Darren Bent el 2007. Modrić va fer el seu debut competitiu a la Premier League el 16 d'agost en una derrota 2-1 contra el Middlesbrough al Riverside Stadium, primer partit dels Spurs de la temporada 2008-2009.
Modrić va tenir un començament lent al Tottenham; va partit una lesió al genoll a principis de temporada i va ser descrit com un pes lleuger per la Premier League per alguns sectors de la premsa, així com per l'entrenador de l'Arsenal Arsène Wenger. Reflexionant-hi, Modrić va dir que aquests "crítics et donen impuls cap endavant per demostrar a la gent que s'equivoquen. Potser semblo de pes lleuger però sóc una persona forta mentalment i física, i mai he tingut cap problema amb la meva mida". Això va coincidir amb la seva pobra forma, la qual cosa va generar inquietuds tant per ell mateix com pel seleccionador nacional de Croàcia Slaven Bilić. Modrić va passar els seus primers dies en la posició del número 10, abans de ser mogut a l'ala esquerra per jugar juntament amb Wilson Palacios. El company dels Spurs Tom Huddlestone va dir més tard que "la seva versatilitat era probablement la seva benedicció i maledicció, era tant bo que havia de jugar fora de la seva posició una mica."
Després de l nomenament de l'entrenador Harry Redknapp, Modrić va adoptar una posició al terreny de joc més familiar com a centrecampista central o esquerra, permetent-li tenir més influència en l'equip i fer servir el seu talent futbolístic amb més productivitat, per exemple en un empat 4-4 al derbi contra l'Arsenal el 29 d'octubre. Redknapp va reconèixer el valor de Modrić i va planejar reorganitzar el seu nou equip al voltant del jugador croat. Va marcar el seu primer gol competitiu amb el Tottenham en un empat 2-2 contra l'Spartak Moscou durant la fase de grups de la Copa UEFA el 18 de desembre de 2008. Va marcar els seus primers gols a la Premier League en un derrota fora de casa contra el Newcastle United el 21 de desembre,una victòria a casa en la tercera ronda de la Copa FA contra el Wigan Athletic el 2 de gener de 2009, i una derrota fora de casa contra el Manchester United FC el 25 d'abril de 2009. Fer jugar Modrić en la seva antiga posició al Dinamo va fer-lo més efectiu als partits contra l'Stoke City, Hull City i més notablement el 21 de març quan va marcar l'únic gol en una victòria contra el Chelsea.

#### Temporada 2009-2010
Abans de la temporada 2009-2010, Redknapp va dir de Modrić que "és un jugador extraordinari i el somni d'un entrenador, o això em diuen. S'entrena com un dimoni i mai es queixa, treballarà amb la pilota o sense al terreny de joc i pot guanyar un defensa amb un engany o una passada. Podria anar a qualsevol equip dels quatre millors i encara serà millor aquesta temporada." El 29 d'agost de 2009, durant una victòria 2-1 del Tottenham contra el Birmingham City, Modrić va retirar-se del partit amb una possible lesió al ventre de la cama. L'endemà, es va confirmar que Modrić s'havia lesionat el peroné dret i es preveia que estaria de baixa sis setmanes. Va retornar el 28 de desembre al derbi de Londres contra el West Ham United, que van guanyar els Spurs 2-0 amb un gol al minut 11 de Modrić marcat amb la cama que s'havia trencat. Va tornar a marcar en una victòria a casa contra l'Everton FC el 28 de febrer de 2010, i en una derrota fora de casa contra el Burnley FC el 9 de maig.
El 30 de maig de 2010, Modrić va signar un nou contracte de sis anys que durava fins al 2016, i mentre el signava va dir que "el Tottenham Hotspur m'ha donat la primera oportunitat a la Premier League i vull continuar per aconseguir grans èxits aquí amb ells. Sí, hi ha hagut peticions d'altres grans equips, però no tinc cap interès en anar enlloc. Acabar entre els quatre millors la temporada passada va ser indicador d'on erem com a equip i sento que puc continuar millorant i assolir tot el que vull a l'Spurs."

#### Temporada 2010-2011

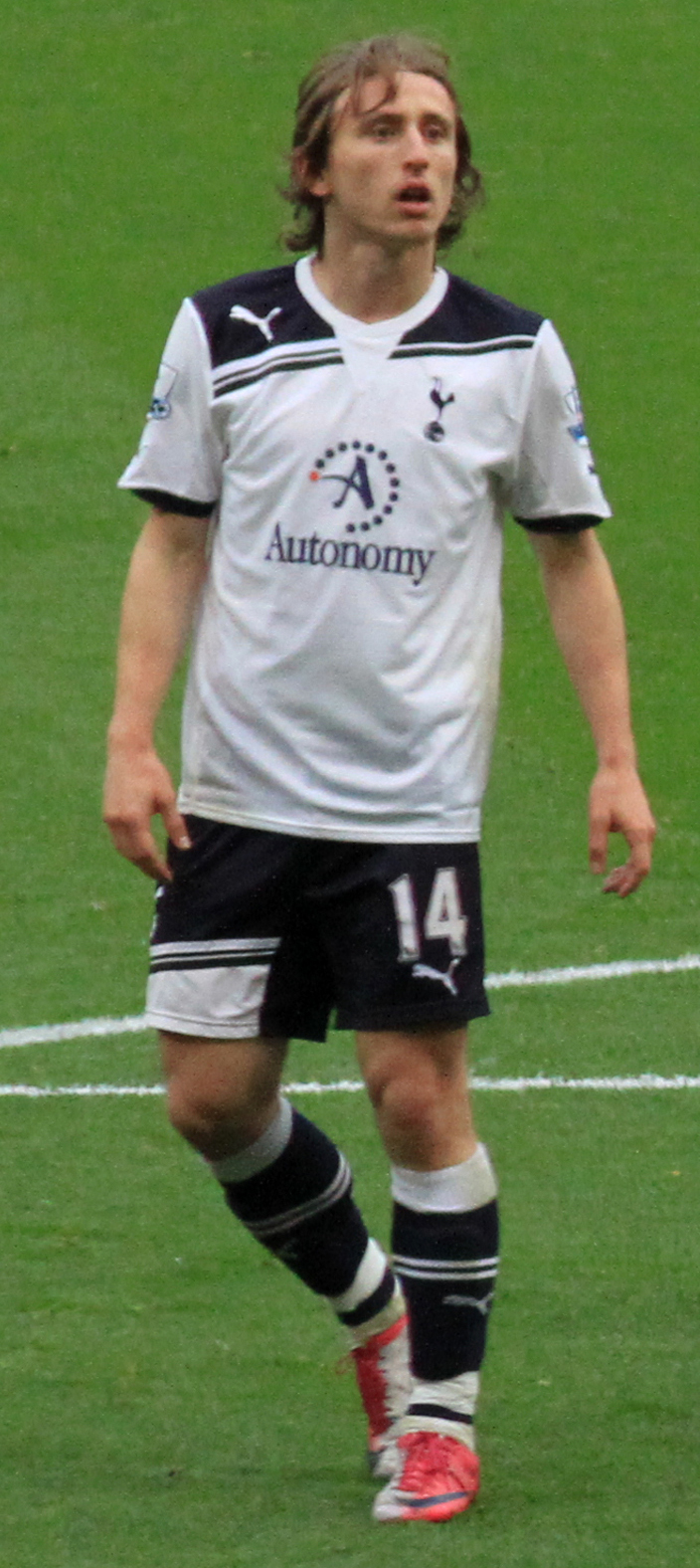
Modrić jugant contra l'Arsenal el novembre de 2010

L'11 de setembre de 2010, Modrić va marcar el seu primer gol de la temporada en un empat a u fora de casa contra el West Bromwich Albion. El 28 de novembre, en un partit a casa contra el Liverpool FC, Modrić va marcar un gol que posteriorment es va atribuir a un defensa del Liverpool. Després d'un empat contra el Manchester United FC a White Hart Lane el gener de 2011, Redknapp va elogiar Modrić dient que "ha estat increïble. Magnificent. És un futbolista sorprenent, l'homenet agafa la pilota en les zones més tancades amb gent al seu voltant, escapant-se'n. Podria jugar en qualsevol equip del món." Modrić també va marcar en una victòria 3-2 contra l'Stoke City el 9 d'abril, i va marcar un penal a Anfield el 15 de maig en una victòria 2-0 contra el Liverpool.
Modrić va ajudar el Tottenham a aconseguir la seva primera plaça per la Lliga de Campions de la UEFA. En el seu primer partit, contra l'Inter de Milà a San Siro el 20 d'octubre, va abandonar el partit abans d'hora a causa d'una lesió; l'Spurs va perdre 4-3, malgrat els grans esforços de Gareth Bale. En el partit de tornada a casa, el 2 de novembre, Modrić va rebre massa espai per moure's i dictar el tempo del partit. Va crear i fer l'assistència del primer gol de Rafael van der Vaart en una victòria 3-1. El següent partit, contra el Werder Bremen, Modrić va marcar el segon gol. Després d'un empat sense gols contra l'A.C. Milan, l'Spurs va ser eliminat de la competició a quarts de final contra el Reial Madrid.
Modrić va jugar 32 partits de la Premier League la temporada 2010-2011, marcant tres gols, fent dues assistències i tenint la mitjana més alta de passades per partit de l'Spurs, amb 62.5, amb una precisió del 87,4%. Al final de la temporada, Modrić va ser votat jugador de l'any del Tottenham Hotspur FC. Alex Ferguson, l'entrenador del Manchester United, va dir que hauria escollit Modrić com a jugador de l'any d'aquella temporada.

#### Temporada 2011-2012
| « | Vaig estar quatre gran anys allà amb moltes emocions, amb un munt d'amor del club i els seguidors. Vaig gaudir cada moment amb el Tottenham. Però arriba un moment que sents que necessites fer un pas endavant, anar a un nivell superior. Crec que era el moment adequat perquè marxés, però sempre estaré agraït al Tottenham per tot el que van fer per mi. Vaig esdevenir un millor jugador allà i em van empenyèr al nivell on ara em trobo. | » |
| — Luka Modrić sobre les negociacions amb el Chelsea i el traspàs al Real Madrid el febrer de 2014, «Luka Modric: Real Madrid midfielder outshining the rest». BBC Sport, 21-02-2014. [Consulta: 15 juliol 2018]. | |   |

A mitjan 2011, el rival londinenc del Tottenham, Chelsea, estava darrere de Modrić, tant que va fer una oferta inicial de 22 milions de lliures, que va incrementar-se a 27 milions de lliures, però les dues van ser rebutjades pel president dels Spurs Daniel Levy. Després de les ofertes fallides, Modrić va anunciar que rebria bé un traspàs a Londres i que tenia un "acord de cavallers" amb Levy que el club consideraria ofertes dels "grans clubs". L'especulació va seguir creixent al llarg del període de fitxatges estival, culminant quan Modrić es va negar a jugar el partit d'obertura del Tottenham contra el Manchester United, que va acabar en una derrota 0-3. Modrić va dir que el seu "cap no estava al lloc que tocava" mentre continuava pressionant per ser traspassat al Chelsea. L'últim dia del mercat de fitxatges, el Chelsea va fer una oferta de 40 milions de lliures que va tornar a ser rebutjada.
Després de no aconseguir ser fitxat, l'entrenador Harry Redknapp va dir-li que s'havia de centrar en jugar i el va fer titular. El 18 de setembre, va marcar el seu primer gol de la temporada pel Tottenham amb un xut des de 25 iardes (23 metres) en una victòria 4-0 a casa contra el Liverpool. El 14 de gener de 2012, Modrić va marcar l'únic gol en un empat a casa contra el Wolverhampton Wanderers FC. El 31 de gener, en una victòria 3-1 contra el Wigan Athletic, va fer l'assistència del primer gol amb una passada a través del camp i va marcar el segon des de 20 iardes (18 metres). Per tercer cop aquella temporada, va ser inclòs a l'"equip de la setmana". Modrić va marcar el seu últim gol pel Tottenham el 2 de maig en una victòria 1-4 fora de casa contra el Bolton Wanderers amb una volea des de 25 iardes (23 metres).

### Reial Madrid

#### Temporada 2012-2013
El 27 d'agost de 2012, el Real Madrid va anunciar que havia arribat a un acord amb el Tottenham per un cost de transferència de 30 milions de lliures. Modrić va signar un contracte de cinc anys amb el club espanyol. Al cap de dos dies, va debutar amb el Real Madrid contra el FC Barcelona la segona volta de la Supercopa d'Espanya de 2012 a l'estadi Santiago Bernabéu, substituint Mesut Özil al minut 83. El Madrid va guanyar el partit, i això va fer que Modrić obtingués el seu primer títol amb l'equip 36 hores després de l'anunci del seu fitxatge. Malgrat el debut positiu, va ser-li difícil adaptar-se a l'equip sota l'entrenador José Mourinho a causa de la seva falta d'entrenament abans de la temporada, que es va perdre a causa de les negociacions del fitxatge. La presència del centrecampista veterà Xabi Alonso i Sami Khedira com a centrecampista defensiu, i Özil com a centrecampista ofensiu, va fer que Modrić normalment es quedés fora de l'onze inicial, limitant-se a fer substitucions i jugar en posicions fora de la seva zona els seus primers mesos al club. Va jugar el seu primer partit de la Lliga de Campions de la UEFA amb el Real Madrid en un partit de la fase de grups contra el Manchester City el 18 de setembre, que el Madrid va guanyar 3-2. El 3 de novembre, Modrić va marcar el seu primer gol pel Madrid l'últim minut d'una victòria 4-0 contra el Reial Saragossa a La Liga. El 17 de novembre, Modrić va fer una assistència de gol a Karim Benzema, que al final va ser un autogol de Jon Aurtenetxe Borde, amb una passada a través del camp de 50 metres. Va ser el primer gol d'una victòria 5-1 contra l'Athletic Club. El seu partit més notori de la temporada va ser el 4 de desembre, quan va fer les assistències dels dos primers gols de Cristiano Ronaldo i José Callejón amb passades a través del camp en una victòria 4-1 contra l'Ajax a la fase de grups de la Lliga de Campions.

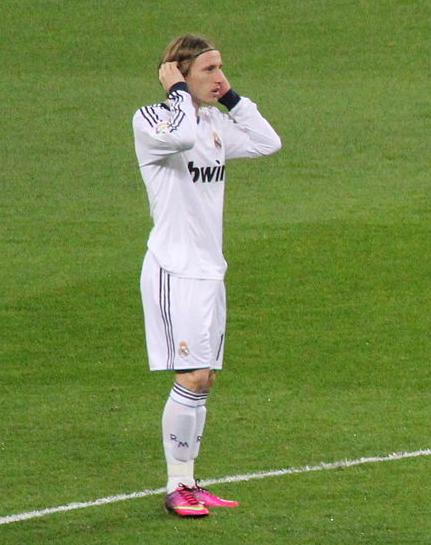
Modrić jugant contra el Sevilla el febrer de 2013.

Modrić va ser titular al partit a casa del Real Madrid contra el rival de la lliga FC Barcelona el 2 de març de 2013; des d'un tir de córner va fer una assistència a Sergio Ramos per marcar el gol de la victòria al minut 82, donant la victòria al Real Madrid a l'clàssic. El 5 de març, Modrić va ser un substitut de la segon part duran un partit decisiu de la Lliga de Campions contra un Manchester United amb deu homes a Old Trafford. Amb el Madrid perdent per un gol, Modrić va marcar el gol de l'empat amb un xut des de 25 iardes (23 metres) i va tenir un paper important la resta del partit, que el Real Madrid va guanyar 2-1, i va passar a quarts de finals amb un agregat de 3-2. Aquest partit és vist com un punt d'inflexió en la seva carrera al Reial Madrid. El 16 de març, va repetir la seva actuació contra el RCD Mallorca, i va marcar un gol de volea des de 30 iardes (27 metres); el Real Madrid va guanyar el partit 5-2. Modrić va jugar com a titular en els dos partits de semifinals de la Lliga de Campions contra el Borussia Dortmund. En la primera volta el 24 d'abril, va jugar de centrecampista ofensiu on no va influir en el partit i va perdre 4-1. El 30 d'abril, en la victòria 2-0 de la segona volta, Modrić va jugar com a creador de joc, fent passades als atacants i creant diverses oportunitats de gol; va estar entre els jugadors més ben valorats del vespre. Des del març de 2013, la forma i influència de Modrić al centre del camp van continuar millorant, distingint-se com al jugador amb més passades completades de l'equip. El 8 de maig, va fer una assistència des del córner pel primer gol i va marcar el quart en una victòria 6-2 contra el Málaga.

#### Temporada 2013-2014
| « | És el cap del mig del camp en situacions complicades. Cada dia a Madrid reps pressions de totes bandes. Modrić no només suporta la pressió sinó que se n'ha servit per créixer i ser el millor jugador del Madrid, juntament amb Cristiano Ronaldo. | » |
| — Predrag Mjatović elogiant les cada vegada millors actuacions de Modrić i l'augment de la seva importància en l'equip el gener de 2014. | |   |

 Amb l'arribada del nou entrenador Carlo Ancelotti, Modrić va esdevenir un dels titulars més freqüents de l'equip, formant una associació amb Alonso al centre del camp per aconseguir un equilibri entre defensa i atac. Va ser el passador més eficient consistentment, amb una mitjana d'encerts del 90% a La Liga, i també sent el jugador de l'equip que va recuperar més pilotes. Va marcar el seu primer gol de la temporada a l'últim partit de la fase de grups de la Lliga de Campions contra el Copenhaguen, sent el seu cinquè gol per l'equip, tots cincs marcats des de fora de l'àrea. Modrić va marcar el seu primer gol de la temporada a la lliga espanyola en una victòria 3-0 fora de casa contra el Getafe CF, que va ser el seu sisè gol des de fora de l'àrea. Modrić va jugar quan el Real Madrid va guanyar la Copa del Rei 2013-2014, derrotant 2-1 el FC Barcelona a la final.
En la primera volta de quarts de final de la Lliga de Campions, Modrić va interceptar la pilota i va fer l'assistència del tercer gol a Cristiano Ronaldo en una victòria 3-0 a casa contra el Borussia Dortmund. El gol va acabar sent decisiu perquè el Real Madrid va perdre 2-0 a la segon volta, però va passar amb un agregat de 3-2. En el seu partit número 100 pel club, Modrić va fer l'assistència del primer gol de la victòria 4-0 de la segona volta de semifinals de la Lliga de Campions contra l'FC Bayern de Múnic, ajudant al Real Madrid a arribar a la final per primer cop en 12 anys. Va ser inclòs a l'equip de la setmana de la UEFA per les dues voltes de la semifinal. El 24 de maig, a la final, Modrić va tornar a fer una assistència des del córner a Sergio Ramos, que va marcar el gol de l'empat al minut 93 contra el rival local Atlético de Madrid. El Real Madrid va guanyar 4-1 a la pròrroga, i va guanyar el seu desè títol de la Lliga de Campions, conegut localment com "la Décima" ("la desena"). Va ser inclòs a l'equip de la temporada de la Lliga de Campions de la UEFA, i va rebre el premi LFP al "millor centrecampista" de la primera divisió espanyola aquella temporada.

#### Temporada 2014-2015
El novembre de 2014, Modrić va signar un nou contracte per quedar-se al Real Madrid fins al 2018. Amb la sortida d'Alonso va ser emparellat amb l'acabat d'arribar Toni Kroos. El Real Madrid va començar la temporada guanyant la Supercopa de la UEFA contra el Sevilla. Modrić va fer dues assistències a Bale, primer contra la Reial Societat a La Liga, i el segon contra el Basel a la Lliga de Campions. En una victòria 2-0 fora de casa contra el Vila-real CF, Modrić va marcar el seu setè gol des de fora de l'àrea.
A finals de novembre, Modrić va patir una lesió a la cuixa durant un partit internacional contra Itàlia, a causa de la qual no va poder jugar en tres mesos. Va retornar a principis de març de 2015, i va ser titular en set partits demostrant que estava en forma. El 21 d'abril, en una victòria 3-1 a casa contra el Malaga, es va esquinçar els lligaments del genoll dret, per la qual cosa no va poder jugar fins al maig. Amb aquesta ferida, es va acabar la ratxa del Real Madrid de 22 partits guanyats de la temporada. La seva absència i la manca d'un substitut de qualitat van ser vistes com la principal causa de la incapacitat del Real Madrid de guanyar partits de La Liga i la Lliga de Campions. Ancelotti va dir que "trobem a faltar Modrić gairebé tots els partits des de començaments d'any i això ens passa factura." La influència de Modrić en el joc va ser reconeguda i va ser seleccionat per jugadors professionals a la FIFA World XI.

#### Temporada 2015-2016

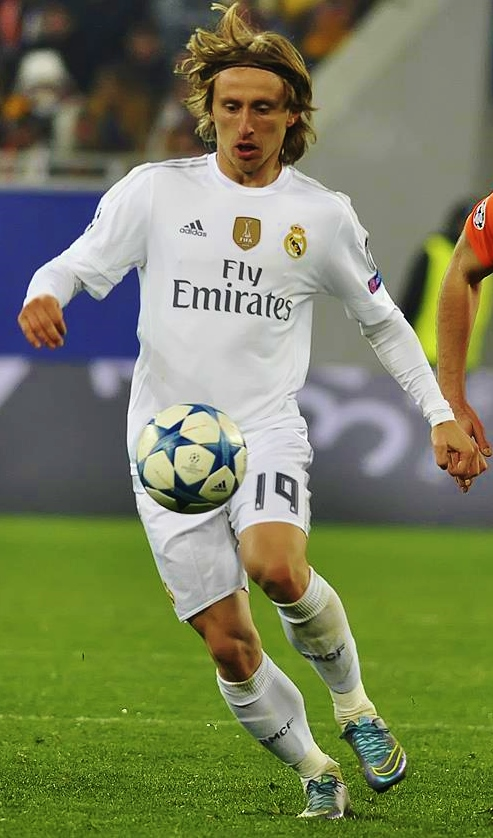
Modrić jugant contra el Shakhtar Donetsk en un partit de la fase de grups de la Lliga de Campions de la UEFA el novembre de 2015.

Ancelotti va ser substituït per Rafael Benítez, sota el qual Modrić va continuar sent un centrecampista clau. Modrić va començar la temporada fent assistències el setembre, novembre i desembre, i marcant en una victòria 3-4 fora de casa contra l'FC Xakhtar Donetsk a la fase de grups de la Lliga de Campions. Es va fer una lesió muscular a l'engonal durant un partit internacional l'octubre, que al principi semblava que el faria estar de baixa durant dues o tres setmanes, però el 20 d'octubre ja s'havia recuperat a temps per un partit contra el Paris Saint-Germain.
Amb l'arribada del nou entrenador Zinedine Zidane el gener de 2016, la relació entre ells va ser destacada per la premsa, amb Modrić sent descrit com "mestre del partit", i el "connector" crucial de la defensa i l'atac. Va jugar els tres primers partits, victòries contra el Deportivo de La Coruña i Sporting de Gijón, i un empat contra el Reial Betis, en què Modrić va ser elogiat per crear ocasions, la seva posició i la seva actuació general i influència en el partit. El 7 de febrer, Modrić va marcar el gol de la victòria des de fora de l'àrea en una victòria 2-1 fora de casa contra el Granada.
Va ser un titular de l'alineació regular quan l'equip va guanyar la Lliga de Campions a la final contra l'Atlètic de Madrid. Va ser inclòs a l'equip de la temporada de la Lliga de Campions, i La Liga. Va rebre per segon cop el Premi LFP al "millor centrecampista" de la primera divisió espanyola. Va ser inclòs per segona vegada a FIFA World XI, i per primer cop a l'equip de l'any de la UEFA.

#### Temporada 2016-2017
El 28 d'octubre de 2016, Modrić va signar un nou contracte amb el Real Madrid, mantenint-lo a l'equip fins al 2020. A causa d'una lesió al genoll esquerra continuada a mitjan setembre es va perdre vuit partits fins a principis de novembre. El 18 de desembre, amb l'equip va guanyar la Copa del Món de Clubs de la FIFA de 2016 i la Pilota de Plata per la seva actuació. El 12 de març de 2017, en una victòria 2-1 contra el Betis, Modrić va jugar el seu partit 200 amb el Reial Madrid.
Va ser titular regularment quan el Madrid va guanyar La Liga de 2016-2017 i la Lliga de Campions de la UEFA de 2016-2017, on va fer l'assistència del segon gol de Ronaldo en la final contra la Juventus FC. Va ser inclòs a l'equip de la temporada de la Lliga de Campions. Modrić va esdevenir el primer croat en guanyar la Lliga de Campions tres vegades. Va rebre el Premi UEFA Club Football al millor centrecampista de la temporada de la Lliga de Campions. Va ser inclòs per tercera vegada a la FIFA World XI. En la competició pel Premi al Millor Jugador de l'Any de la UEFA va quedar quart, i cinquè a la Pilota d'Or de 2017.

#### Temporada 2017-2018
Amb la sortida de James Rodríguez al FC Bayern de Múnic, Modrić va heretar l'samarreta amb el cobejat dorsal 10, reemplaçant el seu dorsal 19, per la nova temporada. El desembre, va guanyar la Copa del Món de Clubs de 2017 amb l'equip i la Pilota d'Or per la seva actuació. El seu primer gol de la temporada va ser en una victòria 7-1 contra el Deportivo, el 21 de gener. Modrić era un titular habitual quan el Madrid va guanyar la Lliga de Campions de la UEFA 2017-2018 en la final contra el Liverpool FC, el seu tercer títol consecutiu, i ell va tornar a ser, també per tercera vegada consecutiva, de l'equip de la temporada de la Lliga de Campions.

## Carrera internacional

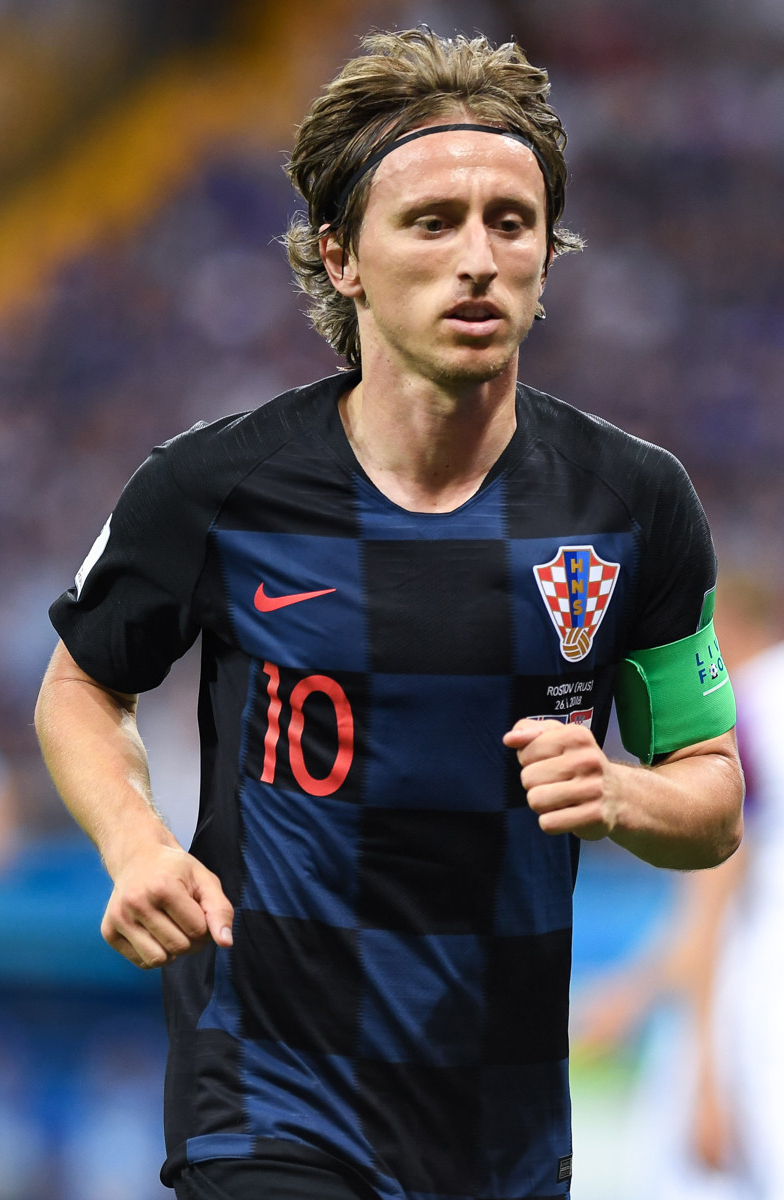
Modrić a la Copa del Món de Futbol de 2018. Es diu que és el pilar de la segona generació daurada de Croàcia.

Modrić va començar la seva carrera internacional en un nivell juvenil, jugant pels equips sub-17, sub-19 i sub-21 de Croàcia. Va debutar internacionalment amb Croàcia l'1 de març de 2006 en un partit amistós contra l'Argentina a Basel, en què Croàcia va guanyar 3-2.

### Copa del Món de 2006
Modrić va jugar dos partits de la Copa del Món de Futbol de 2006 contra el Japó i Austràlia. Amb el nomenament del nou entrenador Slaven Bilić, Modrić va guanyar més reconeixement a nivell internacional; i va marcar el seu primer gol en una victòria 2-0 de Croàcia en un partit amistós contra Itàlia el 16 d'agost de 2016 a Liorna.

### Eurocopa 2008
Les actuacions de Modrić li van valdre una plaça regular a la selecció, i va fer una presentació amb èxit a la classificació per a l'Eurocopa de 2008 amb Croàcia, que va incloure victòries a casa i fora de casa contra Anglaterra. Com a centrecampista jove, s'esperava molt d'ell, i sovint rebia el sobrenom de "Cruyff croat". Modrić va marcar el primer gol de Croàcia a l'Eurocopa de 2008, marcant un penal en el minut 4 en una victòria 1-0 contra Àustria el 8 de juny de 2008. Va ser el penal xiulat i marcat més ràpidament en la història dels campionats europeus. Va continuar impressionant al campionat i va ser elegit jugador del partit al següent partit de Croàcia quan va derrotar un dels favorits del pretorneig i guanyador al final Alemanya. A quarts de final contra Turquia, Modrić va aprofitar un error comès pel porter turc veterà Rüştü Reçber, i va fer una passada al company d'equip Ivan Klasnić, que va marcar el primer gol del partit quan quedava un minut de pròrroga, però Semih Şentürk va igualar el marcador per Turquia gairebé immediatament. A la ronda de penals, el tir de Modrić va anar fora de la porteria i no va marcar el primer penal i Turquia va guanyar la ronda 3-1. Al final de la competició, Modrić va ser inclòs a l'equip del campionat de la UEFA, sent el segon croat a assolir aquest honor després de Davor Šuker.

### Eurocopa 2012
A la classificació de la Copa del Món de 2010, Modrić va marcar tres gols, contra Kazakhstan, Andorra i Ucraïna; emparellat amb Ivica Olić, Ivan Rakitić i Eduardo da Silva. L'equip no es va classificar en tenir un punt menys que Ucraïna. Després de jugar en tots els partits de la classificació per a l'Eurocopa 2012 i marcant un gol contra Israel, Modrić va ser titular en tots els tres partits de Croàcia de la fase de grups contra la República d'Irlanda, Itàlia i Espanya, però l'equip no va poder classificar-se. La seva actuació més notable va ser contra Espanya; va liderar el partit de l'equip i l'entrenador Bilić va confiar en Modrić per resistir la qualitat d'Espanya al terreny de joc. El moment més memorable del partit va ser quan Modrić va agafar la pilota a la línia de mig camp esquivant el trio de centrecampistes espanyols, i va córrer per la dreta per arribar a l'àrea de penals on va evadir el defensa, i va fer una passada de 18 iardes (16 metres) a Ivan Rakitić, però Iker Casillas va aturar aquest intent. Com que Croàcia no va superar la fase de grups, Modrić no va ser inclòs a l'equip del campionat, però el The Daily Telegraph el va incloure al millor onze fins a les semifinals, i el seu joc va ser ben rebut pels crítics.

### Copa del Món de 2014

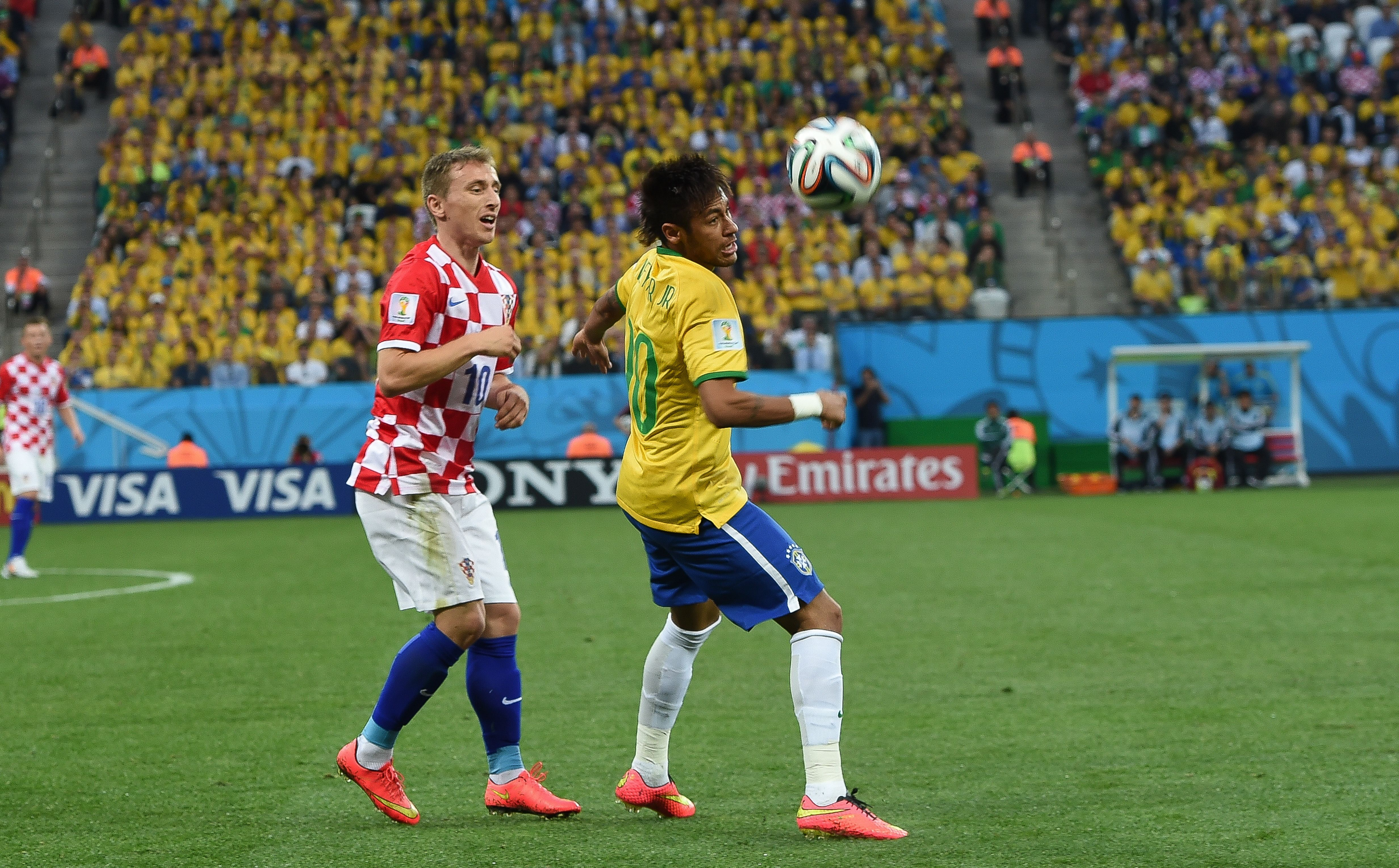
Modrić jugant contra Neymar de Brasil a la Copa del Món de Futbol de 2014.

Després de les eliminatòries, Modrić amb l'equip croat es va classificar per la Copa del Món de 2014. Van entrar al grup A amb el Brasil, Mèxic i el Camerun. Croàcia va jugar al partit d'obertura contra el Brasil, en què van perdre 3-1, i Modrić va patir una lesió menor al peu. En el segon partit, Croàcia va guanyar 4-0 contra Camerun, però no va accedir a la ronda eliminatòria després de perdre 3-1 contra Mèxic, malgrat grans expectatives de la premsa i el públic croat.

### Eurocopa 2016
A la classificació de l'Eurocopa 2016, Modrić va marcar el seu primer gol per Croàcia en tres anys, el primer contra Malta el seu 29è aniversari amb un xut a llarga distància, i després va marcar un penal contra l'Azerbaidjan. El 3 de març de 2015, Modrić va ser capità de la selecció nacional per primera vegada, en un empat a fora de casa contra l'Azerbaidjan. En el campionat pròpiament dit, Modrić va marcar el gol de la victòria en un partit de la fase de grups de Croàcia contra Turquia, una volea des de 25 metres (28 iardes). En fent això, va esdevenir el primer croat en marcar a les finals de dos campionats europeus separats, havent marcat prèviament contra Àustria en l'edició de 2008. Va ser elegit home del partit. Modrić va ser obligat a perdre's un partit crucial contra Espanya el 21 de juny, com a resultat d'una lesió menor d'un múscul.

### Copa del Món de 2018

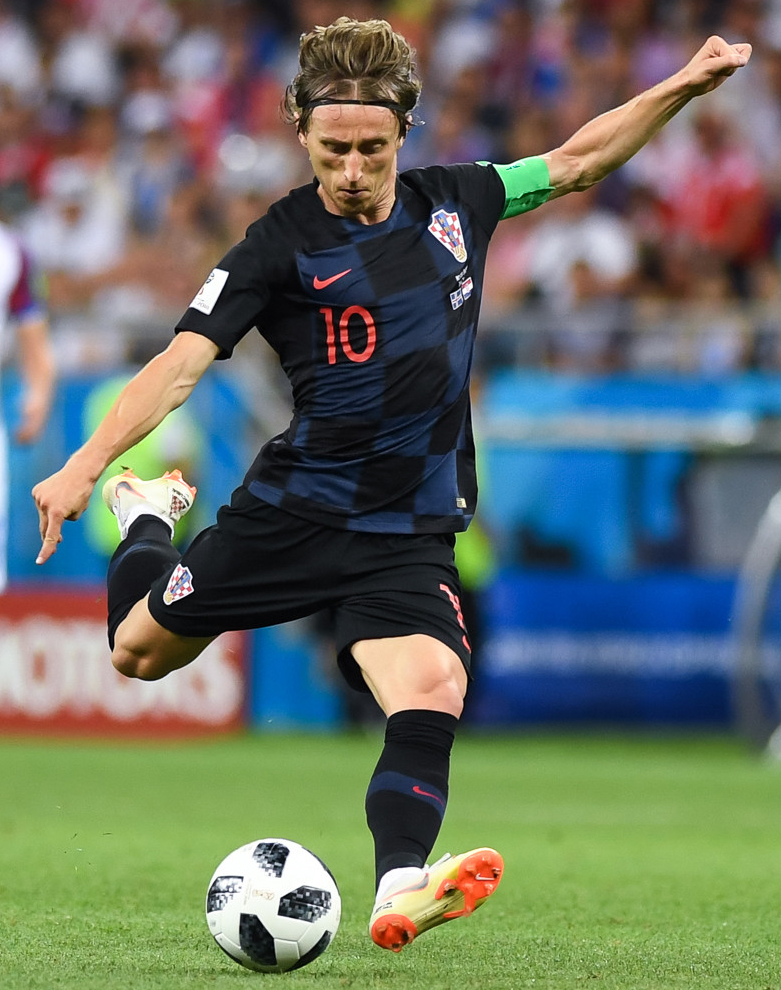
Modrić a punt de xutar durant la Copa del Món.

A la classificació per a la Copa del Món de Futbol de 2018, Modrić va marcar un penal per Croàcia contra Grècia en la segona ronda de la classificació, accedint a la Copa del Món i sent emparellats a la fase de grups amb Argentina, Islàndia i Nigèria. Durant la Copa del Món de Futbol de 2018, Modrić, juntament amb Rakitić i Mandžukić va ser referit com la segona generació daurada de Croàcia. En el primer partit de Croàcia contra Nigèria, que va guanyar Croàcia, Modrić va tornar a executar amb èxit un tir de penal i va ser elegit home del partit. Va tornar a marcar, ara amb un tir a llarga distància des de 25 iardes (23 metres) i va ser elegir jugador del partit en la subseqüent victòria 3-0 contra l'Argentina. Havent jugat també contra Islàndia, la seva bona actuació el va fer classificar a FourFourTwo, The Daily Telegraph i ESPN com a millor jugador de la fase de grups. A vuitens de final contra Dinamarca, durant la pròrroga va crear una ocasió de gol per Ante Rebić que va ser portada a la zona de penals, però el xut de Modrić va ser aturat per Kasper Schmeichel. Tanmateix, Modri va aconseguir marcar un gol durant la ronda de penals i Croàcia va passar a quarts de finals, on es va enfrontar a Rússia. En el partit contra Rússia, Modrić va fer una assistència durant la pròrroga a Domagoj Vida i va tornar a marcar durant la ronda de penals, i va ser elegit per tercera vegada home del partit. A les semifinals s'enfrontarà a Anglaterra.

### Lliga de Nacions 2023
El 18 de juny de 2023 va jugar com a titular a la final de la Lliga de Nacions de la UEFA 2023 que Croacia va perdre contra Espanya 5-4 als penals després d'un empat a 2 després de la pròrroga.

## Perfil del jugador

### Recepció
Modrić és considerat generalment com un dels centrecampistes més integrals i efectius del món. Segons Jonathan Wilson, el que diferencia Modrić d'altres creadors de joc de la vella escola (dorsal 10) com Juan Román Riquelme és la universalitat a causa de més responsabilitat defensiva, una qualitat que va ser remarcada per Valeriy Lobanovskyi i Arrigo Sacchi que hauria de fer un futbolista modern.

## Vida personal
Modrić es va casar amb Vanja Bosnić el maig de 2010 a Zagreb, la capital de Croàcia, després de quatre anys de festeig. El seu company d'equip, Vedran Ćorluka, va ser el seu padrí. El seu fill, Ivano, va néixer el 6 de juny de 2010. La seva filla, Ema, va néixer el 25 d'abril de 2013. La seva segona filla, Sofia, va néixer el 2 d'octubre de 2017. Modrić viu en general una vida familiar tranquil·la.

## Estadístiques de la carrera

### Equip
Actualitzat el 26 de maig de 2018.
| Equip                    | Temporada              | Lliga               | Lliga   | Lliga | Copa    | Copa | Europa  | Europa | Total   | Total |
| Equip                    | Temporada              | Divisió             | Partits | Gols  | Partits | Gols | Partits | Gols   | Partits | Gols  |
| ------------------------ | ---------------------- | ------------------- | ------- | ----- | ------- | ---- | ------- | ------ | ------- | ----- |
| Zrinjski Mostar (cessió) |                        |                     |         |       |         |      |         |        |         |       |
| 2003–04                  | Bosnian Premier League | 22                  | 8       | 0     | 0       | 0    | 0       | 22     | 8       |       |
| Inter Zaprešić (cessió)  |                        |                     |         |       |         |      |         |        |         |       |
| 2004–05                  | Prva HNL               | 18                  | 4       | 0     | 0       | 0    | 0       | 18     | 4       |       |
| Dinamo de Zagreb         | Prva HNL               |                     |         |       |         |      |         |        |         |       |
| 2004–05                  | Prva HNL               | 7                   | 0       | 1     | 0       | 0    | 0       | 8      | 0       |       |
| 2005–06                  | Prva HNL               | 32                  | 7       | 1     | 0       | 0    | 0       | 33     | 7       |       |
| 2006–07                  | Prva HNL               | 30                  | 6       | 8     | 2       | 6    | 0       | 44     | 8       |       |
| 2007–08                  | Prva HNL               | 25                  | 13      | 8     | 1       | 10   | 3       | 43     | 17      |       |
| Total                    | Total                  | 94                  | 26      | 18    | 3       | 16   | 3       | 128    | 32      |       |
| Tottenham Hotspur FC     |                        |                     |         |       |         |      |         |        |         |       |
| 2008–09                  | Premier League         | 34                  | 3       | 6     | 1       | 4    | 1       | 44     | 5       |       |
| 2009–10                  | Premier League         | 25                  | 3       | 7     | 0       | 0    | 0       | 32     | 3       |       |
| 2010–11                  | Premier League         | 32                  | 3       | 2     | 0       | 9    | 1       | 43     | 4       |       |
| 2011–12                  | Premier League         | 36                  | 4       | 2     | 0       | 2    | 1       | 40     | 5       |       |
| Total                    | Total                  | 127                 | 13      | 17    | 1       | 15   | 3       | 159    | 17      |       |
| Reial Madrid             |                        |                     |         |       |         |      |         |        |         |       |
| 2012–13                  | La Liga                | 33                  | 3       | 9     | 0       | 11   | 1       | 53     | 4       |       |
| 2013–14                  | La Liga                | 34                  | 1       | 6     | 0       | 11   | 1       | 51     | 2       |       |
| 2014–15                  | La Liga                | 16                  | 1       | 2     | 0       | 7    | 0       | 25     | 1       |       |
| 2015–16                  | La Liga                | 32                  | 2       | 0     | 0       | 12   | 1       | 44     | 3       |       |
| 2016–17                  | La Liga                | 25                  | 1       | 2     | 0       | 14   | 0       | 41     | 1       |       |
| 2017–18                  | La Liga                | 26                  | 1       | 3     | 0       | 14   | 1       | 43     | 2       |       |
| Total                    | Total                  | 166                 | 9       | 22    | 0       | 69   | 4       | 257    | 13      |       |
| Total de la carrera      | Total de la carrera    | Total de la carrera | 427     | 60    | 57      | 4    | 100     | 10     | 584     | 74    |

1. ↑  Inclou la Copa croata, Supercopa croata, Copa FA, Football League Cup, Copa del Rei i Supercopa d'Espanya.
2. ↑  Inclou la Supercopa de la UEFA i la Copa del Món de Clubs de la FIFA.

### Internacional
Actualitzat el 7 de juliol de 2018.
| Croàcia | Croàcia | Croàcia |
| Any     | Partits | Gols    |
| ------- | ------- | ------- |
| 2006    | 12      | 2       |
| 2007    | 10      | 1       |
| 2008    | 11      | 3       |
| 2009    | 3       | 1       |
| 2010    | 8       | 0       |
| 2011    | 9       | 1       |
| 2012    | 9       | 0       |
| 2013    | 10      | 0       |
| 2014    | 11      | 2       |
| 2015    | 4       | 0       |
| 2016    | 8       | 1       |
| 2017    | 8       | 1       |
| 2018    | 8       | 2       |
| Total   | 111     | 14      |

#### Gols internacionals
Actualitzat el 21 de juny de 2018. Els gols de Croàcia es mostren primer, la columna marcador indica el marcador després de cada gol de Modrić.
| Número | Data                  | Seu                                            | Contrincant | Marcador | Resultat final | Competició                                  |
| ------ | --------------------- | ---------------------------------------------- | ----------- | -------- | -------------- | ------------------------------------------- |
| 1      | 16 d'agost de 2006    | Estadi Armando Picchi, Liorna, Itàlia          |             | 2–0      | 2–0            | Partit amistós                              |
| 2      | 7 d'octubre de 2006   | Stadion Maksimir, Zagreb, Croàcia              |             | 7–0      | 7–0            | Classificació per a l'Eurocopa de 2008      |
| 3      | 7 de febrer de 2007   | Stadion Kantrida, Rijeka, Croàcia              |             | 2–0      | 2–1            | Amistós                                     |
| 4      | 8 de juny de 2008     | Ernst-Happel-Stadion, Viena, Àustria           |             | 1–0      | 1–0            | Eurocopa de 2008                            |
| 5      | 6 de setembre de 2008 | Stadion Maksimir, Zagreb, Croàcia              |             | 2–0      | 3–0            | Classificació per a la Copa del Món de 2010 |
| 6      | 15 d'octubre de 2008  | Stadion Maksimir, Zagreb, Croàcia              |             | 3–0      | 4–0            | Classificació per a la Copa del Món de 2010 |
| 7      | 6 de juny de 2009     | Stadion Maksimir, Zagreb, Croàcia              |             | 2–2      | 2–2            | Classificació per a la Copa del Món de 2010 |
| 8      | 6 de setembre de 2011 | Stadion Maksimir, Zagreb, Croàcia              |             | 1–1      | 3–1            | Classificació per a l'Eurocopa de 2012      |
| 9      | 9 de setembre 2014    | Stadion Maksimir, Zagreb, Croàcia              |             | 1–0      | 2–0            | Classificació per a l'Eurocopa de 2016      |
| 10     | 13 d'octubre de 2014  | Stadion Gradski vrt, Osijek, Croàcia           |             | 5–0      | 6–0            | Classificació per a l'Eurocopa de 2016      |
| 11     | 12 de juny de 2016    | Parc dels Prínceps, París, França              |             | 1–0      | 1–0            | Eurocopa de 2016                            |
| 12     | 9 de novembre de 2017 | Stadion Maksimir, Zagreb, Croàcia              |             | 1–0      | 4–1            | Classificació de la Copa del Món de 2018    |
| 13     | 16 de juny de 2018    | Estadi de Kaliningrad, Kaliningrad, Rússia     |             | 2–0      | 2–0            | Copa del Món de 2018                        |
| 14     | 21 de juny de 2018    | Nijni Nóvgorod Stadium, Nijni Nóvgorod, Rússia |             | 2–0      | 3–0            | Copa del Món de 2018                        |

## Palmarès

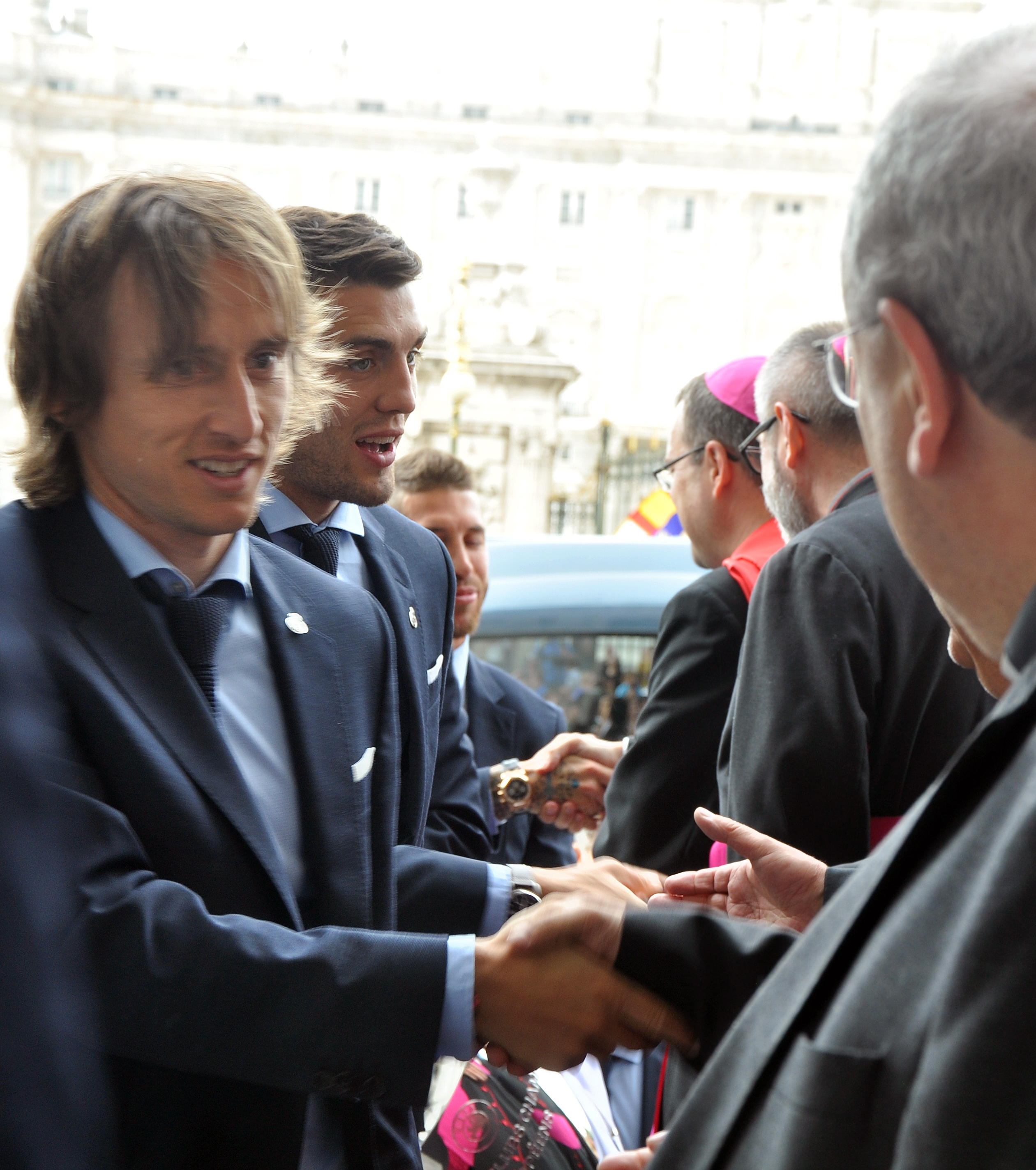
Modrić sent felicitat pels bisbes de la Catedral de l'Almudena després de guanyar la Lliga de Campions de la UEFA 2017-2018

.

### Club

#### Dinamo de Zagreb[21]
- 3 Lligues croates: 2006, 2007, 2008
- 2 Copes croates: 2007, 2008
- 1 Supercopa croata: 2006

#### Reial Madrid CF[21]
- 6 Lligues de Campions: 2013–14, 2015–16,[204] 2016–17,[205] 2017–18, 2021–22, 2023-24[206]
- 5 Supercopes d'Europa: 2014,[207][208][209] 2016,[210] 2017, 2022, 2024[211]
- 5 Campionats del món de clubs: 2014,[212] 2016,[213] 2017,[214] 2018, 2022
- 1 Copa Intercontinental de la FIFA: 2024[215]
- 4 Lligues espanyoles: 2016-17,[216] 2019-20, 2021-22, 2023-24[217]
- 2 Copes del Rei: 2013-14, 2022-23[218]
- 5 Supercopes d'Espanya: 2012, 2017,[219] 2019-20, 2021-22, 2024[220]

### Individual
- Jugador de l'any de la lliga bosniana de futbol: 2003
- Promesa de l'any croata: 2004
- Futbolista de l'any d'HNL: 2007
- Jugador de l'any de Prva HNL: 2007[221]
- Premi Samarreta Groga de SN: 2007–08
- Futbolista croat de l'any: 2007, 2008, 2011, 2014, 2016, 2017
- Oscar de Futbol al millor jugador croat: 2013,[222] 2014,[223] 2015,[224] 2016, 2017, 2018[225]
- Trofeu al millor jugador croat d'HNS: 2018[226]
- Equip de la temporada de l'Eurocopa de la UEFA: 2008
- Jugador de l'any del Tottenham Hotspur FC: 2010–11
- Equip de la temporada de la Lliga de Campions de la UEFA: 2013–14, 2015–16, 2016–17, 2017–18[98][124][136][145]
- Millor centrecampista de La Liga: 2013–14, 2015–16[126][227]
- FIFA FIFPro World XI: 2015, 2016, 2017[139]
- Segon equip de FIFA FIFPro World XI: 2014[228]
- Equip de la temporada de La Liga: 2015–16[125]
- Equip de la temporada de La Liga de la UEFA: 2015–16[229]
- Millor centrecampista de Facebook FA: 2016[230]
- Pilota de plata del Campionat del Món de Clubs: 2016[231]
- Equip de l'any de la UEFA: 2016,[128] 2017
- Centrecampista de l'any d'ESPN: 2016,[232] 2017[233]
- Premi al millor centrecampista de la Lliga de Campions de la UEFA: 2017[138]
- Premi de bronze al millor creador de joc del món d'IFFHS: 2017[234]
- Equip masculí del món d'IFFHS: 2017[235]
- Pilota d'or del Campionat del Món de Clubs: 2017[143]